# Plectroctena cryptica
Plectroctena cryptica is een mierensoort uit de onderfamilie van de Ponerinae. De wetenschappelijke naam van de soort is voor het eerst geldig gepubliceerd in 1974 door Bolton.